# Tomeoa viridicolliculosa
Tomeoa viridicolliculosa — вид грибів, що належить до монотипового роду  Tomeoa.